# バックステージパス

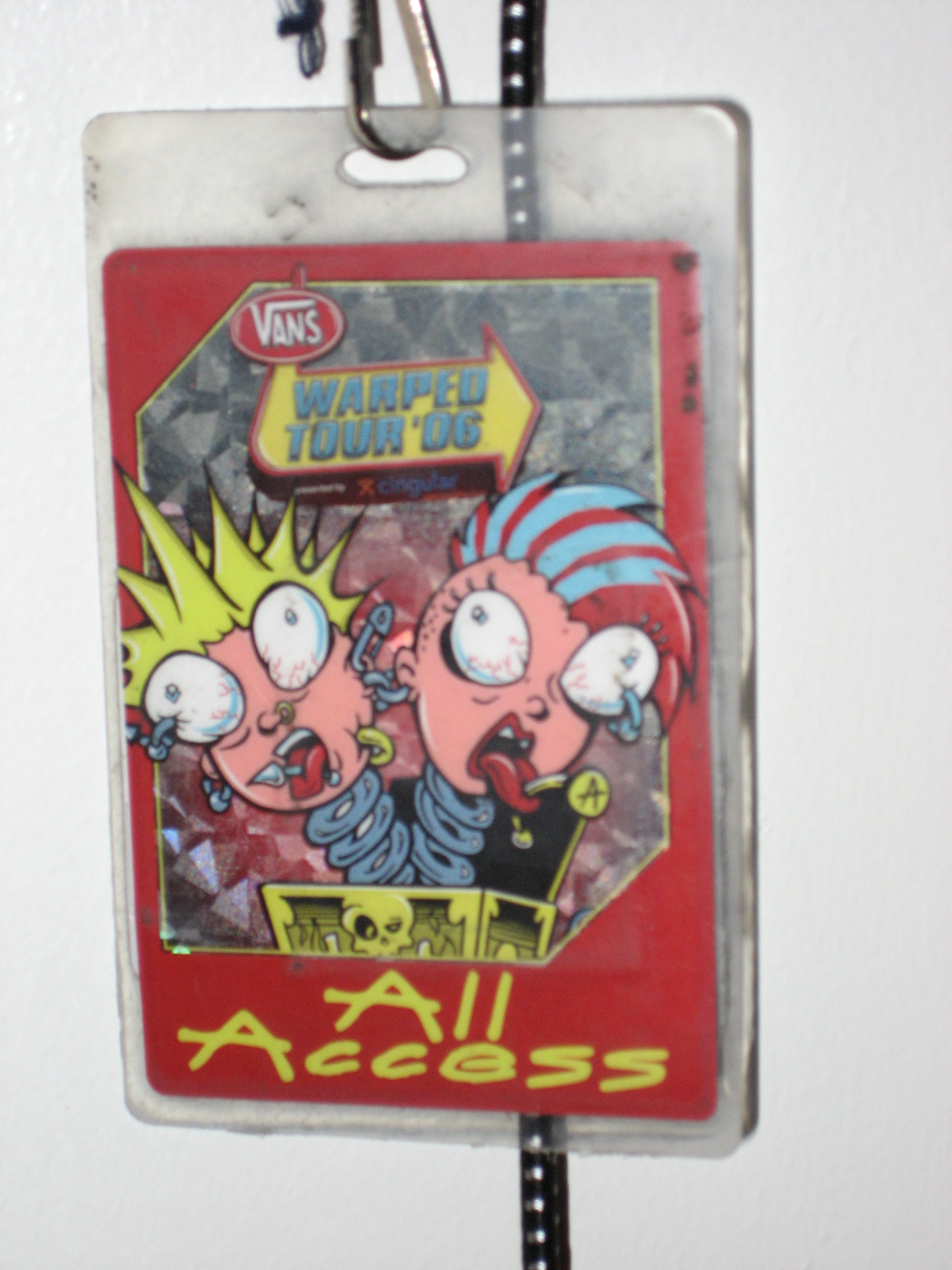
2006年のワープド・ツアーのバックステージパス

バックステージパス（英語: backstage pass）とは、その所有者が、コンサート・演劇などの舞台パフォーマンスや展示会などの催事において、その主催者が出演者、スタッフや取材記者・カメラマンなどに対し、舞台裏や楽屋などの関係者以外立入禁止の箇所への立入りを許可するために配布する通行証である。
バックステージ・パスには、ストラップで首からぶら下げたり安全ピンで止めたりする形状のもののほか、ステッカーやリストバンドの形状の場合もある。ホログラムなどの偽造防止策が講じられている場合もある。パフォーマンス終了後に、パフォーマーのサインが入れられるなどしてファンに記念品として配布される場合もある。また、パスには氏名が入り、当日のみ有効の限定パスは公演終了後に回収するなど安全対策が取られていることもある。